# 解放军进城式检阅台旧址
解放军进城式检阅台旧址，位于中国广东省广州市越秀区府前路市府大楼楼台基，为广州市的一个市、县级文物保护单位，类型为近现代重要史迹及代表性建筑，公布时间为1989年12月。
解放军进城式检阅台旧址的历史年代为1949。